# Пунта дељи Алесандрини (Ливорно)
Пунта дељи Алесандрини је насеље у Италији у округу Ливорно, региону Тоскана.
Према процени из 2011. у насељу је живело 23 становника. Насеље се налази на надморској висини од 3 м.